# ماتیاس لیندنر
ماتیاس لیندنر (به آلمانی: Matthias Lindner) بازیکن فوتبال و مدافع اهل آلمان شرقی بود که از سال ۱۹۸۷ میلادی عضو تیم ملی فوتبال آلمان شرقی بوده‌است. وی در ۲۲ بازی ملی حضور داشته و در بازی‌های ملی‌اش گلی به ثمر نرساند. ماتیاس لیندنر آخرین بازی ملی خود را در سال ۱۹۹۰ میلادی انجام داد.